# John Ditlev-Simonsen
John Peder Ditlev-Simonsen est un skipper norvégien né le 18 octobre 1898 à Dypvåg (en) et mort le 10 janvier 2001 à Oslo. 

## Carrière
John Ditlev-Simonsen participe aux Jeux olympiques d'été de 1936 à Berlin où il obtient une médaille d'argent en 8 Metre sur le voilier Silja, avec notamment son frère Olaf Ditlev-Simonsen.